# NGC 328
NGC 328 est une très vaste galaxie spirale barrée située dans la constellation du Phénix. NGC 328 a été découverte par l'astronome britannique John Herschel en 1836.

## Caractéristiques
Sa vitesse par rapport au fond diffus cosmologique est de 7 179 ± 31 km/s, ce qui correspond à une distance de Hubble de 105,9 ± 7,4 Mpc (∼345 millions d'al).
NGC 328 est une galaxie active à raies d’émissions optiques larges et elle présente une large raie HI.